# Johan Verstrepen
Johan Verstrepen (Herentals, 21 oktober 1967) is een Belgisch voormalig wielrenner.

## Belangrijkste overwinningen
1989
- 3e etappe Circuit Franco-Belge

1992
- GP Briek Schotte
- GP Paul Borremans

1994
- GP Raf Jonckheere

1999
- 3e etappe Ster van Bessèges

2005
- Izegem Koers

## Resultaten in voornaamste wedstrijden
| Jaar | Ronde van Italië | Ronde van Frankrijk | Ronde van Spanje |
| ---- | ---------------- | ------------------- | ---------------- |
| 1990 |                  |                     |                  |
| 1991 |                  |                     |                  |
| 1992 |                  |                     | 135e             |
| 1993 |                  |                     |                  |
| 1994 |                  |                     |                  |
| 1995 |                  |                     |                  |
| 1996 |                  |                     |                  |
| 1997 |                  |                     |                  |
| 1999 |                  | opgave              |                  |
| 2000 |                  |                     |                  |
| 2001 |                  | 130e                |                  |
| 2002 |                  |                     | opgave           |
| 2003 | 94e              |                     |                  |
| 2004 | 94e              |                     |                  |
| 2005 |                  |                     |                  |

| Jaar | Milaan-San Remo | Gent-Wevelgem | Ronde van Vlaanderen | Parijs-Roubaix | Amstel Gold Race | Ronde van Lombardije | Parijs-Tours | Parijs-Brussel | Bretagne Classic |
| ---- | --------------- | ------------- | -------------------- | -------------- | ---------------- | -------------------- | ------------ | -------------- | ---------------- |
| 1990 |                 |               |                      |                |                  | 75e                  | 136e         | 60e            | 9e               |
| 1991 |                 |               |                      |                |                  |                      |              | 27e            |                  |
| 1992 |                 |               | 112e                 |                |                  |                      | 15e          |                |                  |
| 1993 |                 | 19e           | 70e                  | 37e            | 55e              |                      | 97e          | 29e            |                  |
| 1994 |                 |               |                      |                |                  |                      |              | 26e            |                  |
| 1995 |                 | 37e           | 48e                  |                |                  |                      | 108e         | 34e            |                  |
| 1996 |                 |               |                      |                |                  |                      |              | 67e            |                  |
| 1997 |                 | 137e          |                      |                |                  |                      | 77e          |                |                  |
| 1999 | 101e            | 24e           | 49e                  | 59e            |                  |                      | 92e          |                |                  |
| 2000 | 170e            |               |                      | 59e            |                  |                      |              |                |                  |
| 2001 |                 |               |                      | 47e            |                  |                      | 41e          | 46e            |                  |
| 2002 |                 |               |                      |                |                  |                      |              |                |                  |
| 2003 |                 |               |                      |                |                  |                      |              |                |                  |
| 2004 |                 |               | 117e                 | 86e            |                  |                      |              | 33e            |                  |
| 2005 |                 |               | 97e                  | 32e            |                  |                      | 113e         | 68e            |                  |